# Torry Gillick
Pour les articles homonymes, voir Gillick.
Torrance Gillick, couramment appelé Torry Gillick, est un footballeur international écossais, né le 19 mai 1915, à Airdrie, North Lanarkshire et décédé le 16 décembre 1971. Évoluant au poste d'ailier, il est particulièrement connu pour ses saisons aux Rangers et à Everton. Il fait partie du Rangers FC Hall of Fame.
Il compte 5 sélections pour 3 buts inscrits en équipe d'Écosse.

## Biographie

### Carrière en club
Natif d'Airdrie, North Lanarkshire, il est formé dans le club junior de Petershill (en) avant de s'engager pour les Rangers en 1933 à 18 ans, signé par Bill Struth. Il s'installe rapidement comme un membre de l'équipe première et joue un rôle important dans le doublé Coupe-championnat en 1934-35.
Il accepte alors de s'engager pour le club anglais d'Everton pendant l'été 1935 dans un transfert d'un montant record pour Everton (pour l'époque) de 8.000£. Il y deviendra champion d'Angleterre en 1938-39 mais sa carrière sera mise entre parenthèses par la Seconde Guerre mondiale. Pendant celle-ci, il jouera comme guest aux Rangers et aux Airdrieonians, le club de sa ville natale.
Après la guerre, Bill Struth le convainquit de revenir jouer aux Rangers, formant une paire redoutable en attaque avec l'autre ailier William Waddell. Il y remporte un nouveau titre de champion, une nouvelle Coupes d'Écosse et 2 Coupes de la Ligue écossaise. Il quitta les Rangers, en août 1951, pour une dernière saison à Partick Thistle. Il aura joué un total de 140 matches de championnat pour 62 buts inscrits.
Après avoir raccroché les crampons, il se consacra à diriger son entreprise de ferrailleur dans le Lanarkshire. Il est décédé le 16 décembre 1971 , quelques jours après un autre joueur emblématique des Rangers, Alan Morton.

### Carrière internationale
Torry Gillick reçoit 5 sélections en faveur de l'équipe d'Écosse. Il joue son premier match le 9 mai 1937, pour un match nul 1-1, au Stade du Prater de Vienne, contre l'Autriche en match amical. Il reçoit sa dernière sélection le 7 décembre 1938, pour une victoire 3-1, à l'Ibrox Park de Glasgow, contre la Hongrie en match amical. Il inscrit 3 buts lors de ses 5 sélections.
Il participe avec l'Écosse aux British Home Championship de 1939.

#### Buts internationaux
| no | Date            | Lieu                          | Adversaire      | Score final | Compétition               |
| -- | --------------- | ----------------------------- | --------------- | ----------- | ------------------------- |
| 1  | 15 mai 1937     | Stade de Strahov, Prague      | Tchécoslovaquie | 3-1         | match amical              |
| 2  | 9 novembre 1938 | Tynecastle Stadium, Édimbourg | Pays de Galles  | 3-2         | British Home Championship |
| 3  | 7 décembre 1938 | Ibrox Park, Glasgow           | Hongrie         | 3-1         | match amical              |

## Palmarès

### Comme joueur
- Rangers :
  - Champion d'Écosse en 1934-35 et 1946-47
  - Vainqueur de la Coupe d'Écosse en 1935, 1948
  - Vainqueur de la Coupe de la Ligue écossaise en 1947 et 1949

- Everton :
  - Champion d'Angleterre en 1938-39